# کوزنتسک آلاتاو
کوزنتسک آلاتاو (به لاتین: Kuznetsk Alatau) یک رشته‌کوه در روسیه است که در خاکاسیا واقع شده‌است. کوزنتسک آلاتاو ۲٬۲۱۷ متر بالاتر از سطح دریا واقع شده‌است.